# Nils Eekhoff
Nils Eekhoff (* 23. Januar 1998 in Rijsenhout) ist ein niederländischer Radrennfahrer.

## Sportliche Laufbahn
Eekhoff gewann im Juniorenbereich verschiedene internationale Radrennen und erhielt ab der ersten Saison als U23-Fahrer 2017 einen Vertrag beim Development Team Sunweb. Er gewann in seinem ersten Jahr in der neuen Kategorie die U23-Ausgabe von Paris–Roubaix. Neben weiteren Erfolgen gewann er 2019 mit der Ronde van Overijssel sein erstes internationales Elite-Eintagesrennen. Er fuhr zum Saisonende als Stagiaire für das UCI WorldTeam Sunweb, bei dem er auch einen regulären Vertrag ab dem Jahr 2020 erhielt. Parallel dazu gewann er für die niederländische Nationalmannschaft den Prolog des UCI-Nations’-Cup-U23-Wettbewerbs Grand Prix Priessnitz spa und wurde Fünfter im U23-Straßenrennen der Europameisterschaften 2019.
Nachdem Eekhoff bei den anschließenden Weltmeisterschaften 2019 den siebten Platz im Einzelzeitfahren der U23 belegt hatte, gewann er im Straßenrennen den Sprint einer siebenköpfigen Spitzengruppe. Eekhoff war erst auf dem Schlusskilometer mit zwei anderen Fahrern zu den ersten Vier aufgeschlossen. Er wurde jedoch wegen verbotenen Windschattenfahrens hinter einem Begleitfahrzeug nach einem Sturz auf den ersten 100 Kilometern des Rennens disqualifiziert. Der Kameramann, der die Bilder lieferte, meinte, es habe sich um eine Aktion gehandelt, wie er sie in 41 Berufsjahren in über 1000 Aufholjagden nach Stürzen gesehen habe, während die Jury ausführte, es habe sich um einen längeren Zeitraum gehandelt, so dass die härtest mögliche Strafe habe ausgesprochen werden müssen. Die Disqualifikation sei erst nach dem Rennen getroffen worden, da die Bilder erst dann zur Verfügung gestanden hätten. Später veröffentlichte die UCI die Bilder vom Vorgang, der zur Disqualifikation führte.
Im August 2021 startete Eekhoff bei der Tour de France, seiner ersten Grand Tour, und belegte Platz 126 in der Gesamtwertung. Für das Team DSM stand er bereits mehrfach auf dem Podium, unter anderem bei der Tour of Britain 2021 und Tro Bro Leon 2023. Seinen erst Sieg für die niederländische Mannschaft feierte er im Jahr 2023, als er den Prolog der ZLM Tour gewann.
Zu Beginn der Saison 2025 kam Eekhoff bei der AlUla Tour zu Sturz und kollidierte mit einem Laternenpfahl. Dabei zog er sich einen Kieferbruch zu und brach sich einen Zahn ab. Ende März kehrte er ins Renngeschehen zurück und gewann mit dem Nokere Koerse sein erstes Eintagesrennen.

## Erfolge
2015
- Bergwertung Ronde des Vallées

2016

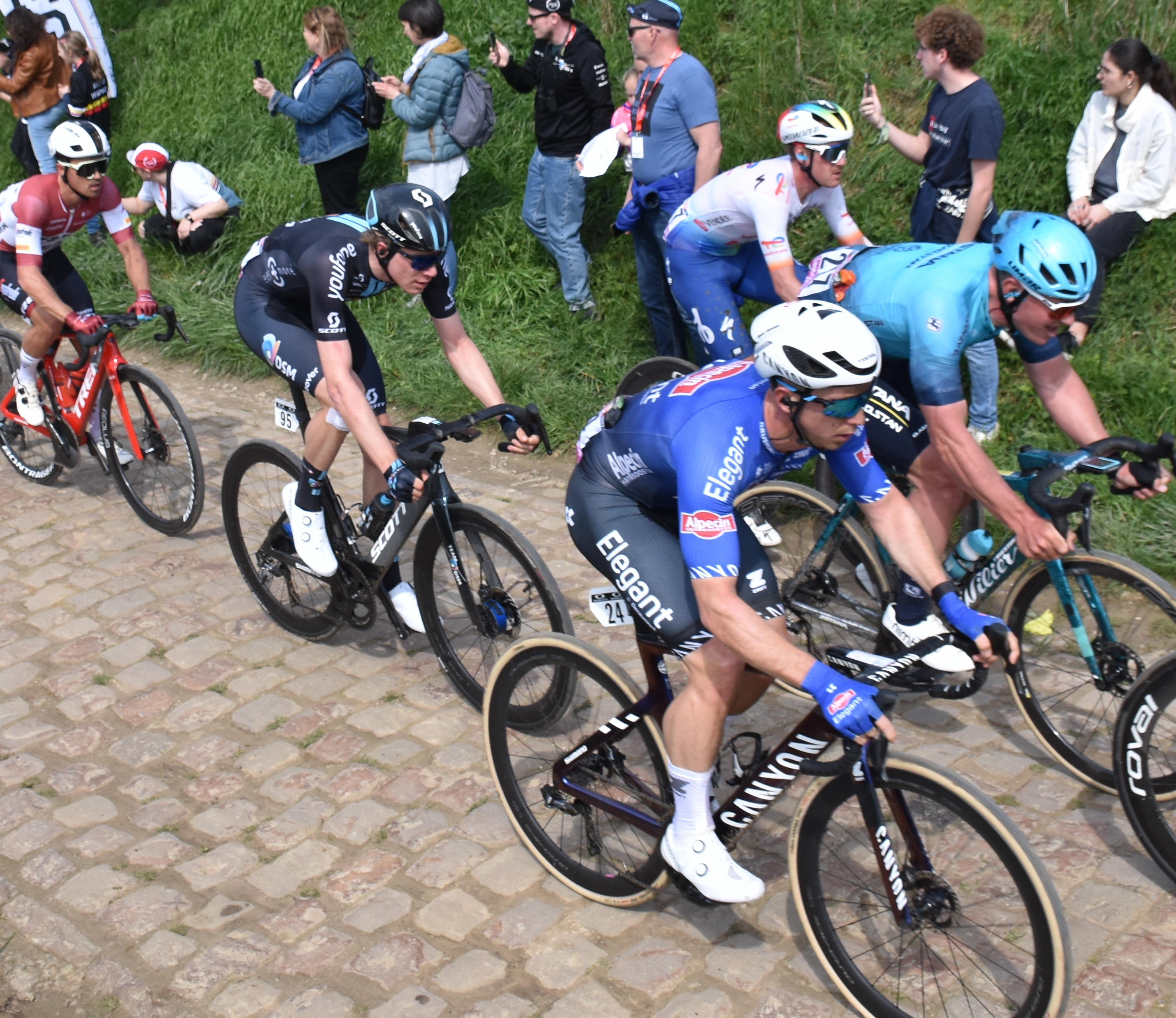
Paris–Roubaix 2023 (Nr. 95)

- eine Etappe und Punktewertung Friedensfahrt (Junioren)
- eine Etappe Ronde des Vallées

2017
- Paris–Roubaix (U23)

2018
- Prolog Istrian Spring Trophy
- Niederländische Meisterschaft – Zeitfahren

2019
- eine Etappe und Nachwuchswertung Tour de Bretagne Cycliste
- Ronde van Overijssel
- Prolog Grand Prix Priessnitz spa

2021
- Nachwuchswertung Boucles de la Mayenne

2023
- Prolog ZLM Tour

2025
- Nokere Koerse

## Grand Tours
| Grand Tour            | 2021 | 2022 | 2023 | 2024 |
| --------------------- | ---- | ---- | ---- | ---- |
| Giro d’ItaliaGiro     | –    | –    | –    | –    |
| Tour de FranceTour    | 126  | 118  | 138  | DNF  |
| Vuelta a EspañaVuelta | –    | –    | –    | –    |